# 阿根廷國家打吡

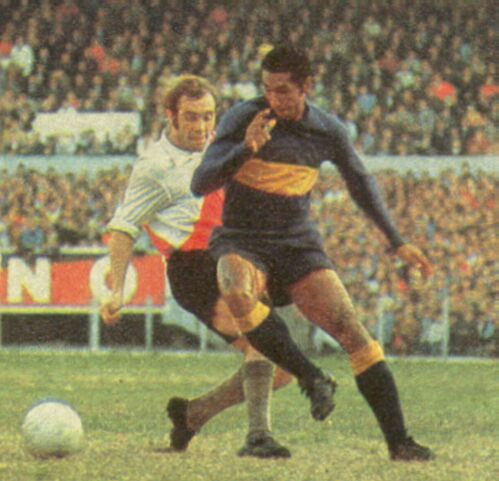

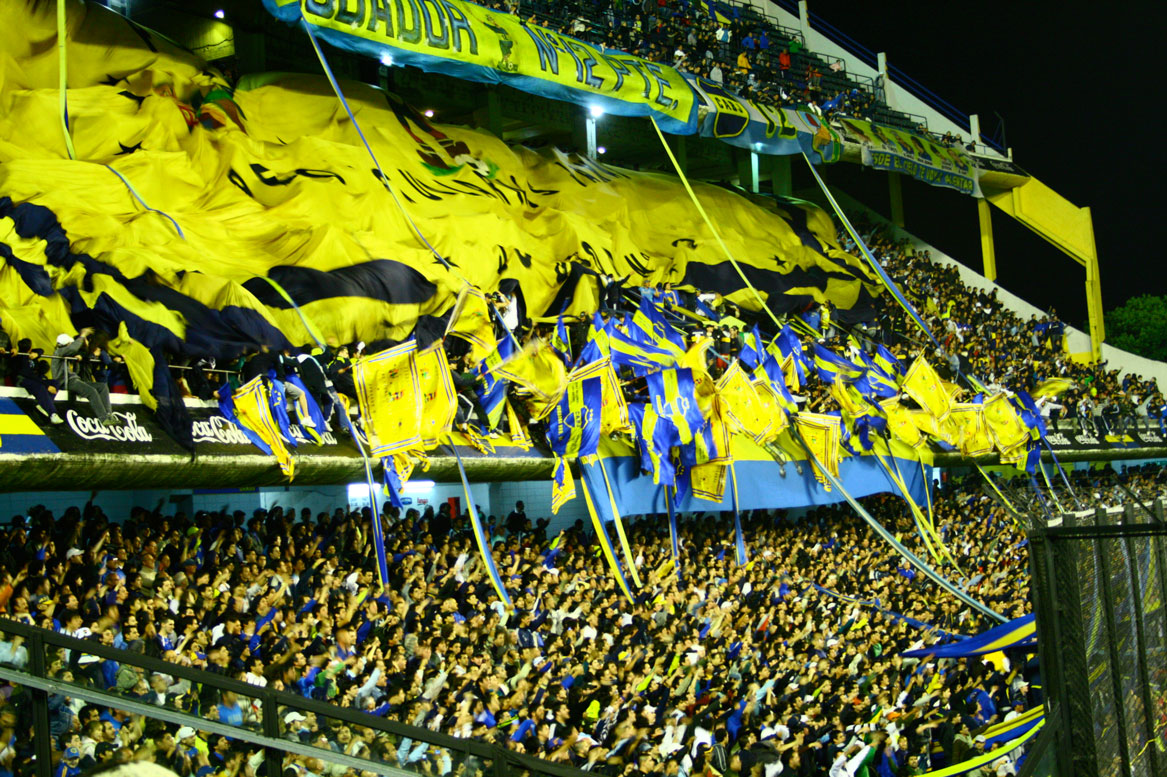

阿根廷國家打吡（直译：「超级经典」）是阿根廷足球兩大傳統勁旅河床和小保加之間的自二十世纪初的竞争。

## 历史

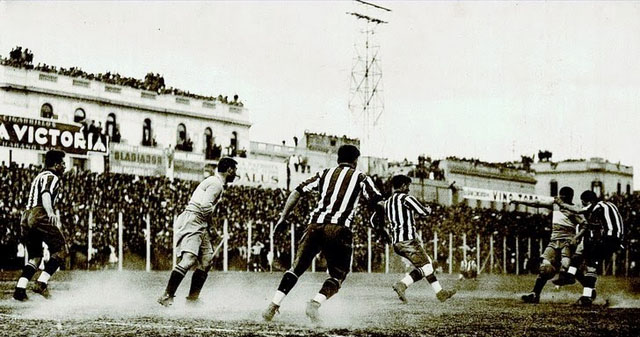
1931年国家德比首次在职业比赛中相见

根据体育记者迭戈·埃斯特万的《320场超级经典》，两家俱乐部的首场比赛发生于1908年，媒体报道甚少，最终博卡青年以2比1获胜。

## 文化背景
河床和小保加均源自首都布宜諾斯艾利斯博卡区。其后，河床迁出拉博卡，但仍在布宜諾斯艾利斯。
對於阿根廷球迷來說，小保加代表的是低下階層，而河床則是代表較富有的球迷，因此他們之間的衝突除了足球層面外，亦滲入了一點階級鬥爭。
另外，两队之间的冲突也被看做是博卡区的幫派爭鬥的延续。
根據一些統計，他們吸納了阿根廷足球界逾7成的球迷，當中包括小保加的40%和河床的33%。

## 衝突
在两支同城死敌之间的场上较量中，经常会出现暴力冲突，两队球迷、一方球迷及另一方球员之间也不时爆发流血事件。
2018年11月，兩隊在南美自由盃總決賽相遇，備受全球矚目。其中次回合比赛更是因为河床球迷袭击博卡青年球员，导致赛事一推再推，最后被迫移师西班牙举行。

## 各界反應
阿根廷國家打吡被視為世界上最激烈和最重要的打吡之一。
2004年4月，英國報章觀察家報將國家打吡列入「體育界死前必須做的50件事」，並指與阿根廷打吡相比之下，蘇格蘭國家打吡 (老字號打吡) 只是小學級的程度 ，2016年英國足球雜誌FourFourTwo更視之為世界最大打吡。
每日電訊報亦於2016年評之為球會界最大打吡，2017年每日鏡報同列之為50大足球打吡之首，超越西班牙國家打吡。

## 數據

### 整體
两支球队总共获得了114项荣誉。

截止2018年9月，在正式賽事中，兩隊合共對戰過246次，小保加以88勝稍先，河床81勝、以及77場和局。